# Оргощ
Оргощ — давньоруське місто у Чернігівському князівстві. 
Ймовірно, було засноване наприкінці 11 століття. Виконувало роль однієї з захисних фортець навколо Чернігова
Єдина згадка у літописах датована 1158 роком: «І вельми пожалівся Святослав на це слово, яке йому повідав Георгій, і сказав Святослав: «Господи! Поглянь на моє смирення! Скільки я поступався, не хотячи крові пролити християнської і отчини своєї погубити, [щоб] узяти Чернігів із сімома городами пустими, Моровійськ, Любеч, Оргощ, Всеволож,— адже в них сидять псарі лише та половці!» - місто згадується як пусте, зайняте половцями.
Місто було знищене 1239 року монголо-татарами.
У 15 столітті на місці давнього Оргоща виникло село Рогощі, біля якого існує давньоруське городище та кургани. 